# Радіус вибуху
Радіус вибуху (рос. радиус взрыва, англ. radius of explosion, blasting radius, explosive range, blast; нім. Explosionsradius m) – найбільша відстань від центру заряду до відкритої поверхні, на якій ще спостерігається руйнівна дія вибуху на тверде середовище, що оточує заряд ВР.